# Цанкова
Цанкова (на словенски: Cankova; на унгарски: Vashidegkút; на немски: Kaltenbrunn) е село в Словения, Помурски регион. Административен център на община Цанкова. Според Националната статистическа служба на Република Словения през 2015 г. селото има 434 жители.